# Youssef Wahba
Youssef Wahba Pasha (1852-1934) foi um primeiro-ministro e jurista egípcio.
Youssef Wahba nasceu no Cairo, Egito em 1852 de uma proeminente família copta. Seu pai, Wahba Bey, tinha sido um dos fundadores da primeira sociedade de caridade copta que incluía estudiosos muçulmanos como Abdallah Nadim e o Xeque Muhammed Abduh. Ele traduziu o Código Napoleônico para o árabe enquanto estava no Ministério da Justiça entre 1875 e 1882 e participou na definição do moderno sistema judicial no Egito. Ele se tornou um dos primeiros juízes egípcios na Corte Mista de Apelações em 1894. Ele se juntou ao primeiro Senado independente quando foi eleito de um distrito em Alexandria em 1924. Durante seu mandato no Senado egípcio, ele apoiou várias legislações relacionadas ao fortalecimento da independência do sistema judicial egípcio. Ele também resistiu à introdução de quaisquer privilégios especiais para as minorias no Egito, seja com base na etnia ou religião (incluindo os Coptas Cristãos) sugerido pela primeira vez pela Comissão Brunyate para a reforma judicial em 1917. Ele se aposentou do Senado em 1930.